# Variabele elzensteltmot
De variabele elzensteltmot (Caloptilia falconipennella) is een vlinder uit de familie mineermotten (Gracillariidae). De wetenschappelijke naam is voor het eerst geldig gepubliceerd in 1813 door Jacob Hübner.
De soort komt voor in Europa.